# Col de Hela Hela
Pour les articles homonymes, voir Hela.
 (novembre 2020).
Le col de Hela Hela ou Helehele est situé dans la province du Kwazulu-Natal sur la route entre Richmond et Donnybrook en Afrique du Sud. 

## Toponymie
Il existe plusieurs versions sur l'origine du nom. La plus probable, étant donné la présence d’épais buissons impénétrables dans la région, serait que les éleveurs locaux auraient taillé un chemin à travers cette jungle jusqu'aux prairies du sommet, mais que ce chemin était si étroit qu’ils durent marcher en file indienne. Le mot zoulou désigner une file étant ihela ihela.

## Géographie
L’accès au col se fait par un chemin de terre assez raide situé dans la vallée d’Umkomaas et qui se poursuit jusqu’à un pont sur la rivière Umkomaas à une altitude de 548 m. Le col s’élève ensuite de 651 m sur 7 km pour atteindre une altitude de 1 199 m. On trouve de fortes pentes sur certaines sections du col, ce qui le rend dangereux à franchir lorsqu’elles sont mouillées. Dans des conditions sèches, une voiture ordinaire suffit.